# Palmans-Cras
Palmans - Cras was een Belgische wielerploeg die voornamelijk actief was in het veldrijden. Naast het veldrijden kwam de ploeg ook uit in het Europese continentale circuit van de UCI. Palmans was wielersponsor vanaf 1993; het eerste jaar enkel als cosponsor van de wielerploeg Primator - Palmans. In 1994 werd Palmans hoofdsponsor. In 2001 opereerde het team onder de naam Palmans - Collstrop. In 2004 was Palmans cosponsor van een andere wielerploeg, MrBookmaker.com-Palmans en bestond er geen afzonderlijke Palmans-ploeg. Palmans reed met Ridley-fietsen.
Op 31 december 2008 stopte de wielerploeg. De renners werden overgenomen door de nieuwe wielerploeg BKCP-Powerplus.

## Ploeg per jaar

### Ploeg 2007
- Niels Albert
- Davy Commeyne
- Klaas De Gruyter
- Giovanni Denolf
- Stijn Huys
- Frederik Penne
- Jens Renders
- Christoph Roodhooft
- Radomír Šimůnek jr.
- Marc Streel
- Bobbie Traksel
- Tom Van Den Bosch
- Kay Van Den Brande
- Eddy van IJzendoorn
- Rik van IJzendoorn
- Jurgen Van Loocke
- Peter Wuyts